# Andrena testaceipes
Andrena testaceipes är en biart som beskrevs av Saunders 1908. Andrena testaceipes ingår i släktet sandbin, och familjen grävbin. Inga underarter finns listade i Catalogue of Life.